# Juan Silvagno Cavanna
Juan Cavanna (Santiago, 1934. július 29. – 2012. május 21.) chilei nemzetközi labdarúgó-játékvezető.

## Pályafutása

### Nemzeti játékvezetés
A küldési gyakorlat szerint rendszeres partbírói tevékenységet is végzett. Az I. Liga játékvezetőjeként 1984-ben vonult vissza.

### Nemzetközi játékvezetés
A Chilei labdarúgó-szövetség Játékvezető Bizottsága (JB) terjesztette fel nemzetközi játékvezetőnek, a Nemzetközi Labdarúgó-szövetség (FIFA) 1971-től tartotta nyilván bírói keretében. A FIFA JB központi nyelvei közül a spanyolt beszéli. 
Több válogatott és nemzetközi klubmérkőzést vezetett, vagy működő társának partbíróként segített. A chilei nemzetközi játékvezetők rangsorában, a világbajnokság sorrendjében többedmagával a 4. helyet foglalja el 1 találkozó szolgálatával. Az aktív nemzetközi játékvezetéstől 1984-ben búcsúzott.

#### Labdarúgó-világbajnokság
Két világbajnoki döntőhöz vezető úton Argentínába a XI., az 1978-as labdarúgó-világbajnokságra és Spanyolországba a XII., az 1982-es labdarúgó-világbajnokságra a FIFA JB bíróként alkalmazta. Selejtező mérkőzéseket a CONMEBOL zónában vezetett. A FIFA JB elvárása szerint, ha nem vezetett, akkor partbíróként tevékenykedett. Két csoportmérkőzésen 2. számú besorolást kapott. Világbajnokságon vezetett mérkőzéseinek száma:  1 + 2 (partbíró)

##### 1978-as labdarúgó-világbajnokság

###### Selejtező mérkőzés
| Időpont          | Helyszín                 | Mérkőzés típusa            | Mérkőzés          | Eredmény | Nézők száma |
| ---------------- | ------------------------ | -------------------------- | ----------------- | -------- | ----------- |
| 1977. március 6. | Nemzeti Stadion, Caracas | CONMEBOL zóna (2. csoport) | Venezuela–Bolívia | 1 : 3    |             |
| 1977. július 14. | Központi Stadion, Cali   | CONMEBOL zóna - rájátszás  | Brazília–Bolívia  | 8 : 0    |             |

###### Világbajnoki mérkőzés
| Időpont          | Helyszín                | Mérkőzés típusa               | Mérkőzés               | Eredmény | Nézők száma |
| ---------------- | ----------------------- | ----------------------------- | ---------------------- | -------- | ----------- |
| 1978. június 21. | Ciudad Stadion, Mendoza | csoportmérkőzés - második kör | Lengyelország–Brazília | 1 : 3    | 39 586      |

##### 1982-es labdarúgó-világbajnokság

###### Selejtező mérkőzés
| Időpont             | Helyszín                     | Mérkőzés típusa            | Mérkőzés     | Eredmény |
| ------------------- | ---------------------------- | -------------------------- | ------------ | -------- |
| 1981. augusztus 23. | Központi Stadion, Montevideo | CONMEBOL zóna (2. csoport) | Uruguay–Peru | 1 : 2    |

#### Copa América
Nem volt házigazdája az 1975-ös Copa América tornának, ahol a CONMEBOL JB játékvezetőként foglalkoztatta.

##### 1975-ös Copa América

###### Copa América mérkőzés
| Időpont           | Helyszín              | Mérkőzés típusa           | Mérkőzés      | Eredmény | Nézők száma |
| ----------------- | --------------------- | ------------------------- | ------------- | -------- | ----------- |
| 1975. október 22. | Nemzeti Stadion, Lima | a döntő második mérkőzése | Peru–Kolumbia | 2 : 0    | 50 000      |